# ناحیه ذی السفال
ناحیهٔ ذی السفال (به عربی: مدیریة ذی السفال) یک ناحیه در یمن است که در استان اب واقع شده‌است. ناحیهٔ ذی السفال ۱۶۳٬۰۱۹ نفر جمعیت دارد.